# Sääksmäki
Sääksmäki je městská část finského města Valkeakoski ležící v provincii Pirkanmaa. Do roku 1973 samostatná obec.

## Historie
Vesnice byla založena asi v polovině 14. století. 

## Turistické zajímavosti
Nachází se zde středověký kamenný kostel, který patří k jedné z nejstarších budov v celém Finsku. V kostele jsou umístěny dřevěné sochy zhotovené anonymním řezbářem, známým jako „mistr ze Sääksmäki“. Mezi další významné budovy se řadí například Voipaalské centrum umění nebo hradiště Rapola.

## Významné osobnosti
V Sääksmäki se narodili bývalý finský prezident a politik Pehr Evind Svinhufvud, filmař a herec Veikko Aaltonen nebo herečka Pirkko Mannola.